# Cascajares de Bureba
Cascajares de Bureba es un municipio y localidad española de la provincia de Burgos, en la comunidad autónoma de Castilla y León, comarca de La Bureba, partido judicial de Briviesca.

## Geografía
Al norte de La Bureba y a los pies de Montes Obarenes.
Tiene un área de 7,92 km² con una población de 45 habitantes (INE 2008) y una densidad de 5,68 hab/km².

### Hidrografía
Bañada por el modesto río Oroncillo, de 36 kilómetros de curso, cuyas fuentes se encuentran en este término, recogiendo las aguas que a lo largo de las cuestas de los Obarenes bajan por inercia caminando hacia el Ebro, pasando por Santa María Ribarredonda.

### Comunicaciones
Acceso por la local BU-V-5206 que partiendo de la autonómica BU-520, de Briviesca a Frías, nos conduce a Miraveche; hacia el Sur la local BU-V-5207 nos lleva a la N-232 en las proximidades de Cubo.

## Demografía
Cascajares de Bureba cuenta con una población de 27 habitantes (INE 2024).
| Gráfica de evolución demográfica de Cascajares de Bureba entre 1842 y 2021                                            |
| |
| Población de derecho según los censos de población del INE. Población de hecho según los censos de población del INE. |

| 1991 |  | 1996 |  | 2001 |  | 2004 |
| ---- |  | ---- |  | ---- |  | ---- |
| 66   |  | 67   |  | 54   |  | 54   |

## Historia
Situado sobre los terrenos que se descuelgan de los Montes Obarenes y descienden a la llamada o fondo de la Bureba, por la que el río Oca lleva las aguas al Ebro. El significado de su nombre es obvio, derivado de la circunstancia geológica de alguna cascajera. La primera mención que leemos de Cascajares tiene fecha de 15 de febrero de 1011. 
Villa, en la cuadrilla de La Vid, una de las siete en que se dividía la Merindad de Bureba perteneciente al partido de Bureba. jurisdicción de realengo con regidor pedáneo.
A la caída del Antiguo Régimen queda constituida como ayuntamiento constitucional del mismo nombre en el partido Briviesca, región de Castilla la Vieja, contaba entonces con 167 habitantes.

### Descripción en el Diccionario Madoz
Así se describe a Cascajares de Bureba en el tomo VI del Diccionario geográfico-estadístico-histórico de España y sus posesiones de Ultramar, obra impulsada por Pascual Madoz a mediados del siglo XIX:

CASCAJARES DE BUREBA: villa con ayuntamiento de la provincia, audiencia territorial, capitanía general y diócesis de Burgos (10 leguas), partido judicial de Briviesca (3), administración de rentas de Frías; Situada en el suave declive de un cerro cerca de dos arroyos de la sierra que a su espalda se levanta con el nombre de Molina, y que la resguarda de los vientos del N; tiene 60 casas, con más la municipal, todas bajas, de un solo piso, de mala distribución y pocas comodidades, distribuidas en varias calles, y un espacioso sitio que llaman plaza; el suelo es limpio y las calles buenas, porque el terreno naturalmente es pedregoso, no deja se formen lodazales. Hay escuela de primeras letras común para los niños de ambos sexos, mal dotada en granos, y como es consiguiente mal servida, y una iglesia parroquial (San Facundo y San Primitivo), servida por un vicario del arcediano de Briviesca, que ejerce la jurisdicción eclesiástica, y es el cura propio, con derecho de nombrar sirvientes, dar y quitar licencias y proveer beneficios. Fuera de la villa está el cementerio en paraje bien situado, y una fuente de buena agua para el surtido del vecindario, con cuyo sobrante corre un pequeñito arroyo, que por su elevación y rápido descenso, da impulso a un batán antes de unirse a otro arroyo llamado Molina. Confina el término por el N con el de Zangández (1/2 legua); E Miraveche (1/4); S Cubo y Fuentebureba (1/4), y O Busto (1/2). El terreno es pedregoso, todo en ladera, con bastante pendiente en algunos puntos, pero productivo y de mucha estima, debido al abrigo de los vientos del N y a la abundancia y delicadeza de las aguas de los dos arroyos que se dijo corren por las inmediaciones de la población, los cuales desaguan en el río Matapán. La mencionada sierra Molina corre desde Oña a Pancorbo, poblada de hayas y robles de poca corpulencia, útiles solos para leña, y de ricos pastos; el trozo propio de la villa tiene ½ legua de largo y ¼ de ancho, dividido en 3 partes, denominadas: Cuesta Val de Mayor, el Hoyo y el Valle; esta última es un verdadero valle en el cual brota en buen manantial; está destinado para las yuntas de labor, y perfectamente cerrado por las malezas y piedras que le cercan, sin otra entrada que una corta abertura que se cierra con ramas. Producciones: trigo, cebada, legumbres y buena madera de olmo que se aprovecha para la construcción de edificios; cría ganado lanar, cabrío, vacuno y caballar en corto número. Población: 45 vecinos, 167 almas. Capital productivo: 806.120 reales. Imponible: 74.068 reales. Contribución: 5.080 reales, 28 maravedíes.
Diccionario geográfico-estadístico-histórico de España y sus posesiones de Ultramar

## Patrimonio

### Iglesia Parroquial de San Facundo y San Primitivo
Iglesia católica de San Facundo y San Primitivo, dependiente de la parroquia de Busto de Bureba en el Arcipestrazgo de Oca-Tirón, diócesis de Burgos.